# V/f曲線
V/f曲線（V/f curve, V/f pattern）是用變頻器驅動感應馬達時，所設定輸出電壓（V）及輸出頻率（f） 的關係曲線（或是折線），常用在變頻器的V/f控制（純量控制）中，可適用在一些較簡易，不要求精度的場合上。
常見的V/f曲線會使輸出電壓和輸出頻率成正比，也就是讓磁通（電壓和頻率的比值）維持定值。不過上述的假設未考慮低速的定子電阻壓降，若要考慮在內，會需要增加低速的電壓，一般會稱為轉矩提昇（torque boost）。
有些V/f控制的變頻器中，允許設定輸出電壓和輸出頻率平方成正比的曲線，以配合風扇和泵的負載特性，也有些有多點可設定的V/f曲線。

## 和V/f控制有關的技術
感應馬達本身存在滑差（即其實際轉速和同步轉速之間的差距），在低速大電流時影響較大，因此有些V/f控制會根據馬達參數計算滑差，根據滑差調高輸出頻率（以及其輸出電壓），此技術稱為滑差補償（slip compensation）。
感應馬達配合變頻器驅動時，在特定頻率及電壓時會有出現震盪不穩定區，因此需透過演算法避開此不穩定區，此演算法稱為anti-hunting。
V/f控制啟動時，會由最低頻率開始往上加速到所需的頻率，若馬達在啟動前不是靜止，已因為外力（例如風）而旋轉，用V/f控制啟動會出現大電流，此時需配合演算法去量測馬達實際轉速，再設法輸出對應的頻率及電壓，此演算法稱為速度搜尋（speed search）或旋轉啟動（spin start）。

## V/f控制的優點和缺點
V/f控制在設定時，不需知道馬達或負載的參數，也不需透過參數自動量測來確認馬達參數，為其優點。
V/f控制的缺點是不容易求得各頻率點的電壓值，若電壓值過低，有可能造成馬達無法啟動，若電壓值過高，輸出電流大，但給馬達的功因會降低，馬達容易過熱而損壞。